# Vecoux
Vecoux és un municipi francès, situat al departament dels Vosges i a la regió del Gran Est. L'any 2007 tenia 1.001 habitants.

## Demografia

### Població
El 2007 la població de fet de Vecoux era de 1.001 persones. Hi havia 400 famílies, de les quals 96 eren unipersonals (40 homes vivint sols i 56 dones vivint soles), 140 parelles sense fills, 132 parelles amb fills i 32 famílies monoparentals amb fills.
La població ha evolucionat segons el següent gràfic:
Habitants censats

### Habitatges
El 2007 hi havia 454 habitatges, 409 eren l'habitatge principal de la família, 33 eren segones residències i 12 estaven desocupats. 348 eren cases i 106 eren apartaments. Dels 409 habitatges principals, 305 estaven ocupats pels seus propietaris, 95 estaven llogats i ocupats pels llogaters i 9 estaven cedits a títol gratuït; 11 tenien dues cambres, 55 en tenien tres, 94 en tenien quatre i 249 en tenien cinc o més. 353 habitatges disposaven pel capbaix d'una plaça de pàrquing. A 160 habitatges hi havia un automòbil i a 204 n'hi havia dos o més.

### Piràmide de població
La piràmide de població per edats i sexe el 2009 era:
| Homes | Edats   | Dones |
| ----- | ------- | ----- |
| 0     | 95 o +  | 0     |
| 0     | 90 a 94 | 0     |
| 8     | 85 a 89 | 4     |
| 4     | 80 a 84 | 0     |
| 4     | 75 a 79 | 12    |
| 28    | 70 a 74 | 20    |
| 20    | 65 a 69 | 28    |
| 16    | 60 a 64 | 16    |
| 12    | 55 a 59 | 16    |
| 40    | 50 a 54 | 32    |
| 56    | 45 a 49 | 48    |
| 48    | 40 a 44 | 48    |
| 44    | 35 a 39 | 40    |
| 48    | 30 a 34 | 52    |
| 32    | 25 a 29 | 40    |
| 24    | 20 a 24 | 28    |
| 56    | 15 a 19 | 48    |
| 48    | 10 a 14 | 16    |
| 48    | 5 a 9   | 40    |
| 32    | 0 a 4   | 32    |

## Economia
El 2007 la població en edat de treballar era de 700 persones, 527 eren actives i 173 eren inactives. De les 527 persones actives 486 estaven ocupades (262 homes i 224 dones) i 41 estaven aturades (17 homes i 24 dones). De les 173 persones inactives 67 estaven jubilades, 70 estaven estudiant i 36 estaven classificades com a «altres inactius».

### Ingressos
El 2009 a Vecoux hi havia 401 unitats fiscals que integraven 975 persones, la mediana anual d'ingressos fiscals per persona era de 19.036 €.

### Activitats econòmiques
Dels 29 establiments que hi havia el 2007, 6 eren d'empreses de fabricació d'altres productes industrials, 10 d'empreses de construcció, 4 d'empreses de comerç i reparació d'automòbils, 1 d'una empresa de transport, 3 d'empreses d'hostatgeria i restauració, 1 d'una empresa financera, 2 d'empreses de serveis, 1 d'una entitat de l'administració pública i 1 d'una empresa classificada com a «altres activitats de serveis».
Dels 10 establiments de servei als particulars que hi havia el 2009, 3 eren paletes, 1 guixaire pintor, 1 fusteria, 2 lampisteries, 1 electricista, 1 perruqueria i 1 restaurant.
Dels 2 establiments comercials que hi havia el 2009, 1 era una botiga de més de 120 m² i 1 una botiga de roba.
L'any 2000 a Vecoux hi havia 8 explotacions agrícoles.

## Equipaments sanitaris i escolars
El 2009 hi havia una escola elemental.

## Poblacions més properes
El següent diagrama mostra les poblacions més properes.